# Spondylidinae
Sous-famille
LesSpondylidinae Audinet-Serville, 1832 sont une petite sous-famille de coléoptères cérambycidés qui comprend un peu plus d'une centaine d'espèces.

## Morphologie

### Adulte
Les Spondylidinae sont des insectes d'aspect cerambycoïde, généralement plus ou moins aplatis, de couleur foncé, tête oblique et antennes peu développées.
Le dimorphisme sexuel est peu développé.
Contrairement aux Cerambycinae, ils présentent toutefois l'aire stridulatoire divisée.

### Larve
Les larves sont totalement différentes de celles des Cerambycinae et semblables, sous beaucoup des aspects, à celles des Lepturinae, étant dotées d’une tête arrondie et d’une lèvre supérieure large.
Elles sont aussi caractérisées par deux typiques épines approchées sur le dernier segment abdominal.

## Biologie

### Adulte
Les Spondylidinae sont presque tous nocturnes ou crépusculaires. Seules les espèces du genre Tetropium, dotées d'yeux finement facettés, ont des habitudes diurnes.
Les adultes fréquentent les troncs des plantes-hôtes, en se réfugiant sous les souches ou les troncs dans les périodes d'inactivité.

### Larve
Sauf certains Saphanini (Saphanus, Drymochares) et les Anisarthrini, la larve de la plupart des espèces attaque le bois des conifères.

## Distribution
Les Spondyldinae sont répandues surtout dans les forêts de conifères de l'hémisphère boréal.

Peu d'espèces ont colonisé les forêts de conifères des aires tropicales et subtropicales (Mexique, Cuba), tandis que très peu de genres (Zamium) sont présents dans l'Afrique australe et à Madagascar (Masatopus).

## Systématique

### Histoire
[style à revoir]
Les Spondylidinae ont eu une histoire systématique tourmentée et pas encore acceptée par tous les spécialistes.

Déjà en 1897, l'entomologique français Xambeu avait uni les genres Spondylis, Asemum, Chriocephalus et Tetropium dans les Spondyliens, sur la base de la morphologie des larves. Toutefois une telle classification n'avait été acceptée par aucun des entomologistes contemporains, parce que Spondylis apparaissait au contraire apparenté avec les Prioninae à travers Parandra. La plupart des genres était en ce temps inclus dans la sous-famille des Aseminae.

L'étude de la morphologie alaire avait confirmé la conception de Xambeu, mais encore à la fin du XXe siècle (et parfois dans certaines faunes contemporaines), les Spondylidini étaient considérés une sous-famille séparée.

Seulement en 1987, après des études ultérieures sur la morphologie des larves, on a commencé à parler clairement de « faute systématique » de considérer les Spondylidini comme une sous-famille séparée.

Les Spondylidini - dont la larve est indistinguable de celle des Aseminae - résultent être simplement des Asemini fortement évolués selon le même schème adopté par beaucoup de Prioninae lucaniforms et par les Vesperidae du genre amazonien Migdolus.

### Classification actuelle
Les Spondylidinae (dont le nom a la priorité sur Aseminae) comprennent cinq tribus, dont quatre seulement sont présentes en Europe :
- Saphanini Gistel, 1856
- Asemini Thomson, 1860
- Anisarthrini Mamaev & Danilevsky, 1973
- Spondylidini Audinet-Serville, 1832

### Espèces présentes en France
- Saphanini Gistel, 1856
  - Oxypleurus Mulsant, 1839
    - Oxypleurus nodieri Mulsant, 1839

  - Saphanus Audinet-Serville, 1834
    - Saphanus piceus (Laicharting, 1784)

  - Drymochares Mulsant, 1847
    - Drymochares truquii Mulsant, 1847

- Asemini Thomson, 1860
  - Arhopalus Audinet-Serville, 1834
    - Arhopalus ferus (Mulsant, 1839)
    - Arhopalus rusticus (Linneo, 1758)
    - Arhopalus syriacus (Reitter, 1895)

  - Nothorhina Redtenbacher, 1845
    - Nothorhina punctata (Fabricius, 1798)

  - Asemum Eschscholtz, 1830
    - Asemum striatum (Linné, 1758)
    - Asemum tenuicorne Kraatz, 1879

  - Tetropium Kirby, 1837
    - Tetropium castaneum (Linné, 1758)
    - Tetropium fuscum (Fabricius, 1787)
    - Tetropium gabrieli (Weise, 1905)

- Anisarthrini Mamaev & Danilevsky, 1973  
  - Anisarthron Dejean, 1835
    - Anisarthron barbipes (Schrank, 1781)

- Spondylidini Serville, 1832
  - Spondylis Fabricius, 1775
    - Spondylis buprestoides (Linné, 1758)